# ピクォート
ピクォート族（Pequot、マシャンタケット・ピクォート族、Mashantucket Pequotとも言う）とは17世紀に現在のアメリカ合衆国コネチカット州東部一帯に居住していたアルゴンキン語系のインディアン部族。ピークォット族またピークォート族とも表記され、口頭発音では「ペコー」とも呼ばれる。

## 歴史
アルゴンキン語族に属するインディアン部族であるピクォート族は、主にアメリカ東部の森林地帯を移動生活し、ウィグワムと呼ばれる樹皮小屋を建て、狩猟採集と小規模の漁猟で暮らしていた。
17世紀の1630年に、イギリスから来た清教徒の入植者がマサチューセッツ湾植民地を形成すると、敵対するようになった。入植者はピクォート族の居住地近くに入植すると、最初は条約を結び、品物交換を行うなど共存していたが、入植者はピクォート族の住む領域へさらに入植していった。
また、ピクォート族の副酋長だった親英派のアンカス（またはウンカス、Uncas）が、ピクォートから離れモヒガン族を結成した。ピクォート族のサッサクス（Sassacus）酋長はピクォート族とモヒガン族を支配していたが、次第に両者は敵対し、ピクォート族はニアンティックへ侵入するため南下、彼らの領域をコネチカット川にまで拡大していった。ピクォート族はナラガンセット湾とコネチカット川に追い詰められている事に気付き、入植者との関係は悪化していった。

### ピクォート戦争
1636年7月20日、交易業者のジョン・オルダムという1人の英国人入植者が殺害された際、後に犯人は英国人入植者と言われたが、入植者側はピクォート族に殺害されたと主張して犯人の引き渡しを要求した。ピクォート族は部族民による殺害を否定し、引き渡しには応じなかったため、入植者側はピクォート族の対応に納得せず、報復を決意する。犯人はナラガンセット族であったことが現在は判明している。
イギリス人入植者側は、ピクォート族と対立するモヒガン族やナラガンセット族の援助を受け、ピクォート族の村を襲撃した。これはピクォート戦争と呼ばれ、ニューイングランドで発生した最初のインディアン戦争であった。
1636年冬から1637年春にかけてピクォート族は、植民者の要塞セイブルック砦などへ攻撃を加え、さらにナラガンセット族にも同盟を呼びかけたが、入植者側はこの切り崩しに成功した。
1637年5月、90人の入植者側と、それに協力する数百人のモヘーガン族とナラガンセット族がピクォート族の村を襲撃し、村にいた600人以上が殺害され、事実上ピクォート族は壊滅し、戦争は終結した。
生き延びたピクォート族は2つのグループに分かれて逃走した。ロングアイランドへ向かった者たちと、Sassacus酋長によって導かれた者たちとに分かれたが、コネチカットのフェアフィールド近辺で捕まり殺害されたり、ニューイングランドや西インド諸島に奴隷として売られたり、またイギリス人に協力下部族に報酬として与えられた。Sassacus酋長自身も逃亡したがモホーク族に捕えられて殺害された。ピクォート族の土地はモヒガン族に全て占領された。
1667年、生存者がコネチカットに戻ることをイギリス人から許可された。

## 部族の現在
植民地政府は僅かに生き残ったピクォート族をミスティック川沿いに強制移住させたが、彼らの人口は増えず、20世紀後期には約200人まで減少し、白人政府はピクォート族を絶滅部族とした。
1983年に部族員が再結集して、ピクォート族の連邦再認定を粘り強く要求。絶滅を取り消し再認定される。
1990年の時点で、679人のピクォート族が居て、現在でも南東部のコネチカット州の2ヶ所に居住している。ピクォート族系のマシャンタケット・ピクォート族（Mashantucket Pequot）が1992年コネチカット州のレッドヤード市にカジノ｢フォックスウッズ・カジノ｣を建設し、ギャンブル産業を経営した。およそ10億ドル（1100億円）を上まわる利益があり成功している。カジノ産業で得た利益は部族員の医療や教育や博物館などに使われ、ピクォート族の博物館を営んでいる。